# Dynastini
Tribu
Les Dynastini forment une tribu d'insectes coléoptères de la famille des Scarabaeidae, de la sous-famille des Dynastinae (scarabées-rhinocéros).

## Dénomination
- La tribu a été décrite par l'entomologiste britannique William Sharp MacLeay, en 1819.

## Taxinomie
Liste des genres
Selon BioLib (5 sept. 2014) :
- Allomyrina Arrow, 1911
- Augosoma Burmeister, 1841
- Beckius Dechambre, 1992
- Chalcosoma Hope, 1837
- Dynastes Kirby, 1825 (ou MacLeay, 1819 selon les classifications)
- Endebius Lansberge, 1880
- Eupatorus Burmeister, 1847
- Golofa Hope, 1837
- Haploscapanes Arrow, 1908
- Megasoma Kirby, 1825
- Pachyoryctes Arrow, 1908
- Xylotrupes Hope, 1837

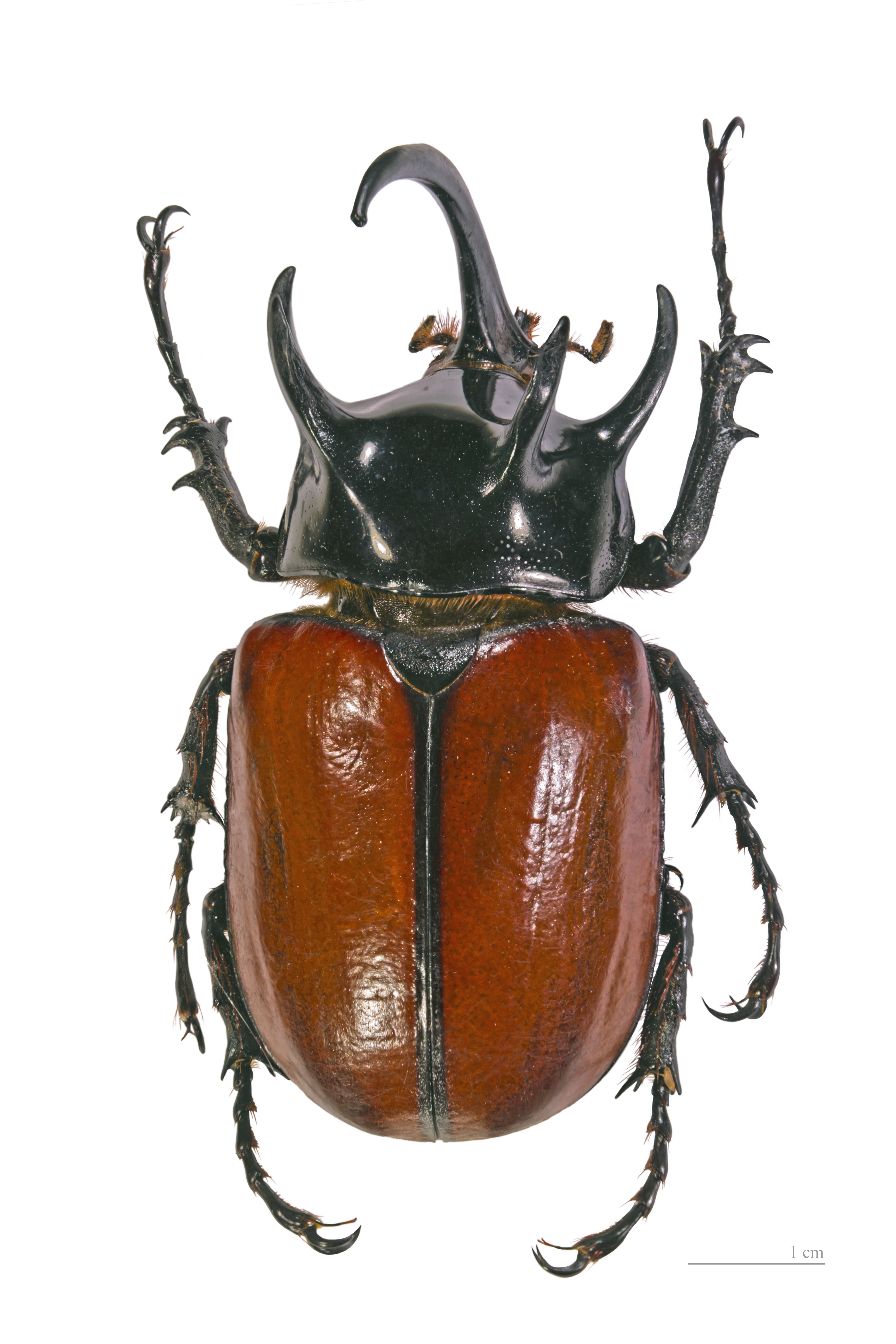
Eupatorus gracilicornis
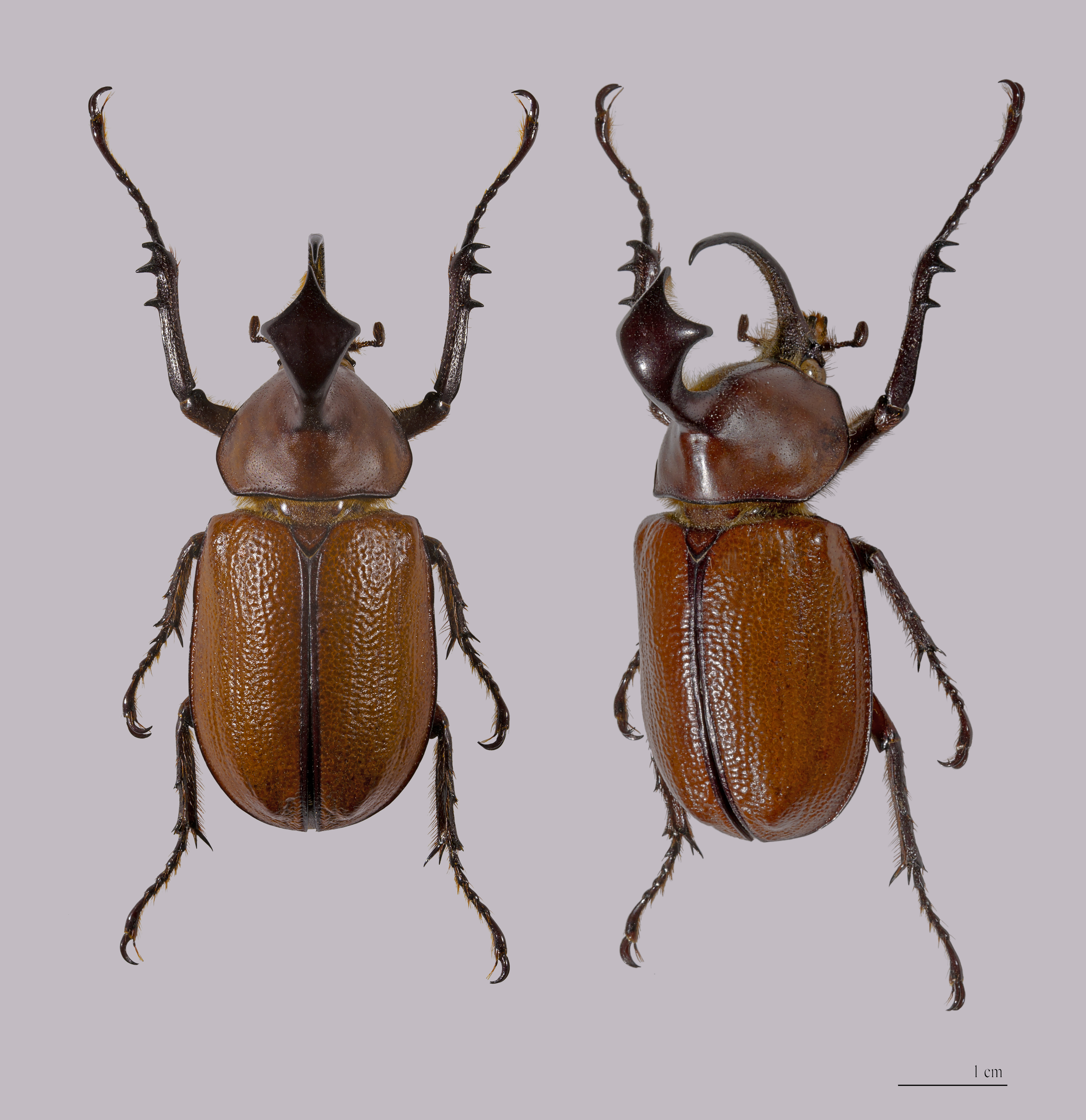
Golofa claviger
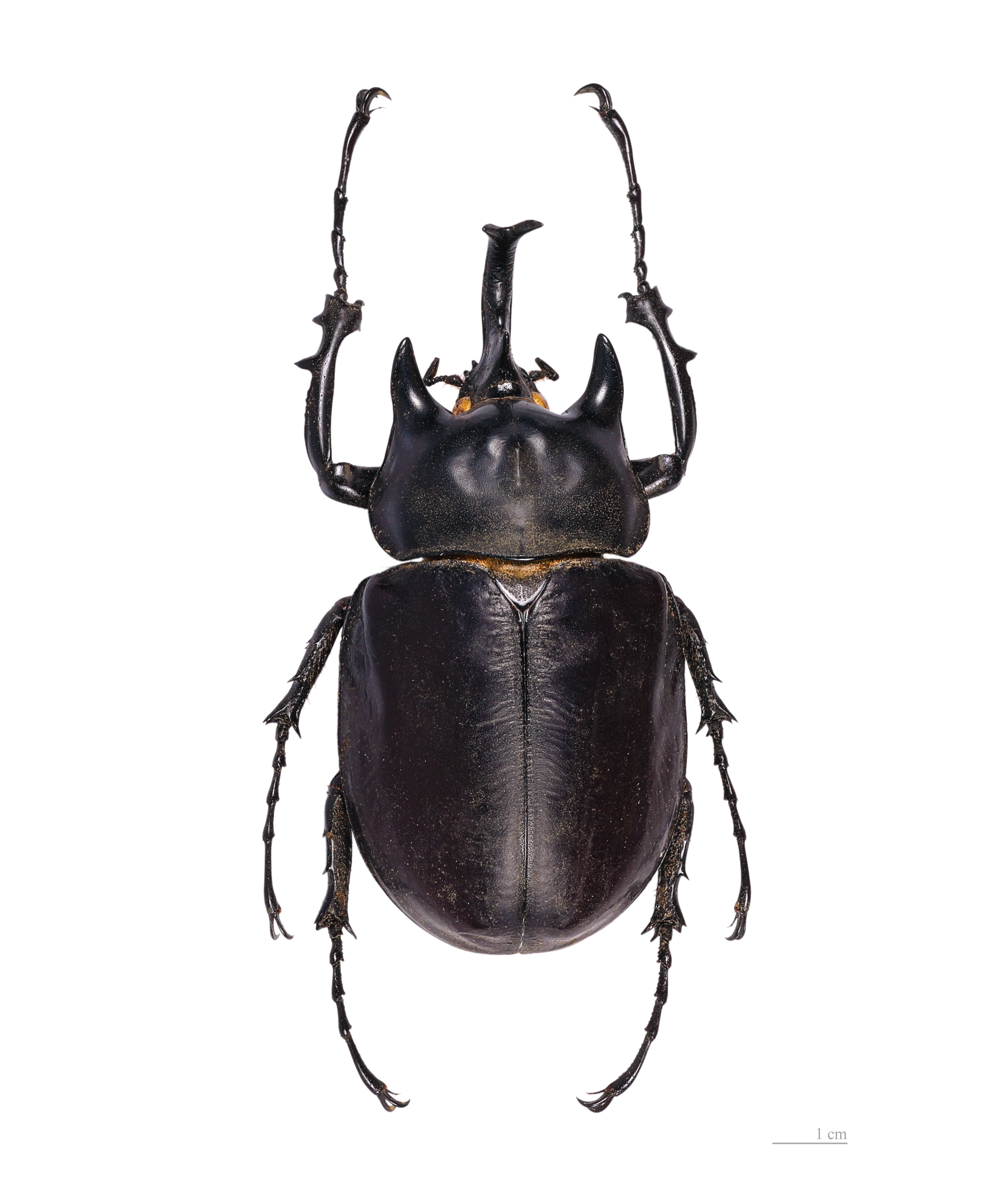
Megasoma actaeon

### Article lié
- Dynastinae